# سوءرفتار با زائو
سوءرفتار با فرد درحال زایمان (انگلیسی: Abuse during childbirth)، یا خشونت در طول زایمان عبارت است از بی‌توجهی، آزار جسمی و عدم احترام در طول زایمان. این رفتار نوعی خشونت علیه زنان و نقض حقوق زن تلقی‌ می‌شود. این رفتار یک مشکل جهانی و همچنین مشکلی مکرر در مطالعات سازمان بهداشت جهانی است و می‌تواند عواقب جدی برای مادر و کودک داشته‌ باشد و همچنین از پیگیری برای مراقبت‌های قبل از بارداری و استفاده از سایر خدمات بهداشتی و درمانی جلوگیری‌ می‌کند.
مراقبت بدون رضایت، مراقبت غیرمحرمانه، مراقبت غیرمنصفانه، تبعیض، ترک مراقبت و بازداشت در مراکز نمونه‌های دیگری از سوءرفتار با فرد زایمان‌کننده است. نوجوانان، زنان مهاجر، زنان آلوده به اچ‌آی‌وی و زنان اقلیت قومی بیش از سایرین در طول زایمان مورد سوء رفتار قرار‌ می‌گیرند.

## تعریف
سوء رفتار در هنگام زایمان یا خشونت زایمان عبارت است از بی‌توجهی، آزار جسمی و عدم احترام در هنگام زایمان. این رفتار به منزله نقض حقوق زن تلقی‌ می‌شود.
سوءرفتار با زائو می‌تواند در طیف کاملی شامل: مراقبت‌های غیرمحرمانه، مراقبت‌های غیرشرافتمندانه، تبعیض، سوءاستفاده جسمی، مراقبت‌های بدون رضایت، کنار گذاشتن مراقبت‌ها و بازداشت در مراکز خدماتی باشد.
مراقبت غیرمحرمانه به این معنی است که زن در معرض دید قرارگرفته یا اطلاعات پزشکی شخصی آن بدون رضایت فاش شده‌است. مراقبت‌های بی متانت به ارائه‌دهنده‌ای مربوط می‌شود که خدماتش همراه با تهدید، منفی یا دلسردکننده باشد. تبعیض در این زمینه اشاره به امتناع از مراقبت به دلیل سن، سابقه پزشکی، یا زمینه فرهنگی / زبانی دارد. مراقبت بدون رضایت به مواردی گفته می‌شود که روش‌هایی مانند سزارین یا عقیم‌ سازی قبل از انجام توضیح داده نشده‌باشند. سوءاستفاده جسمی به ضربه، نیشگون گرفتن، مهار، عدم دادن داروی تسکین دهنده درد و حتی تجاوز جنسی گفته می‌شود. ترک مراقبت زمانی است که ارائه دهنده خدمات حضور نداشته باشد یا از ارائه خدمات امتناع کند و یا همراهی نزدیکان از بیمار سلب گردد. سرانجام بازداشت در مراکز خدماتی به مواردی گفته می‌شود که ارائه‌دهندگان خدمات به دلیل مانده بدهی، رشوه‌های پرداخت‌ نشده و غیره به بیمار اجازه مرخصی‌ نمی‌دهند.

## همه‌گیرشناسی
تحقیقاتی در مورد شیوع این روش‌ها و رفتارها توسط سازمان بهداشت جهانی انجام شده‌است. مطالعات آنها نشان‌ می‌دهد که این مشکل به صورت جهانی مکرراٌ در حال انجام است. هنگامی که زایمان در مراکز درمانی و بهداشتی اتفاق می‌افتد، زائو رفتارهایی مانند بی‌احترامی، توهین آمیز یا غفلت آمیز را تجربه می‌کنند. رابطه‌ای همراه با سوءاستفاده و اعتماد بین زنان و ارائه‌دهندگان خدمات بهداشتی می‌تواند تمایل زیادی به دریافت کمک پزشکی در هنگام تولد ایجاد کند. بی‌احترامی و سوءاستفاده در دوران بارداری نیز اتفاق می افتد. در هنگام زایمان، یک زن بسیار آسیب‌پذیر است و معمولا نمی‌تواند از خود محافظت‌ کند.

## عواقب
خشونت زایمان ممکن است مانع از مراقبت‌های قبل از تولد زنان و استفاده از سایر خدمات بهداشتی شود. رابطه‌ای همراه با سوءاستفاده و از بین رفتن اعتماد بین زنان و ارائه‌دهندگان خدمات بهداشتی می‌تواند تمایل زیادی به دریافت کمک پزشکی در هنگام تولد ایجاد کند. همچنین در دوران بارداری می‌توان رفتار بی‌احترامی و سوءاستفاده را تجربه کرد. در هنگام زایمان، یک زن بسیار آسیب‌پذیر است و معمولا نمی‌تواند از خود محافظت‌ کند. نتایج این سوءاستفاده می‌تواند پیامدهایی بسیار منفی برای نوزاد و مادر باشد.

## در مناطق مختلف

### آمریکای شمالی
برخی منابع به متخصصان زنان و زایمان در آمریکای شمالی مراجعه‌می‌کنند، به خصوص بین دهه‌های ۱۹۵۰ و ۱۹۸۰، با استفاده از «بخیه شوهر» که بخیه‌های اضافی در واژن زن قرار می‌دهد پس از برش میان‌دوراه یا پارگی طبیعی، ظاهراً برای افزایش رابطه جنسی در آینده شوهر لذت و اغلب باعث درد و ناراحتی طولانی مدت برای زن می‌شود. با این حال، هیچ دلیلی وجود ندارد که چنین روشی در آمریکای شمالی رواج داشته باشد، اما ذکر آن اغلب در مطالعات مربوط به برش میان‌دوراه در سایر کشورهای آمریکایی مانند برزیل وجود دارد. اخیراً در مورد رفتار پزشکان آمریکای شمالی با زنان باردار برجسته شده‌است. ایده اخیر این است که «جبران» خشونت زنان و زایمان انجام شده و حق انتخاب زنان در برخی شرایط به خطر افتاده‌است. اگرچه زندگی زن و جنین به خطر می‌افتد، اما زن حق دارد از مراقبت خودداری کند. مانند سزارین، میان‌دوراه‌بُری و زایمان با کمک خلأ. مشخص شده‌است که مجبور کردن این روشهای تهاجمی باعث آسیب طولانی مدت می‌شود، بسیاری از زنان این تجربه را با تجاوز مقایسه‌می‌کنند.

### آمریکای لاتین
اصطلاح «خشونت زایمان» به ویژه در کشورهای آمریکای لاتین، جایی که قانون چنین رفتاری را منع کرده‌است، استفاده می‌شود. چنین قوانینی در چندین کشور از جمله آرژانتین، پورتوریکو و ونزوئلا وجود دارد. تحقیقات در مورد خشونت زنان و زایمان در دو بیمارستان دولتی مکزیک با تجزیه و تحلیل تجارب زایمان به مدت یک ماه در سال ۲۰۱۲ نشان داد که سوءاستفاده فیزیکی، کلامی و تبعیض علنی اتفاق افتاده‌است و زنانی که از بیمه‌های دولتی برخوردار می‌شوند در معرض بیشترین تبعیض از طرف متخصصین مراقبت‌های بهداشتی قراردارند.

### آفریقا
تانزانیا کشوری است که سابقه سوءرفتار با زائو را دارد. در سال ۲۰۱۱، شانون مک ماهون و دیگران بررسی کردند که آیا مداخلات احتمالی برای کاهش سوءرفتار با زائو  موثر بوده‌است یا خیر. هنگام مصاحبه با زنان، آنها از تجربیات خود با عنوان خنثی یا بهتر یاد می‌کردند. با این حال، پس از نشان دادن جنبه‌های مختلف سوءاستفاده، اکثریت قریب به اتفاق زنان در هنگام زایمان در واقع سوءاستفاده را تجربه کرده بودند. در سال ۲۰۱۴، هانا راتکلیف و دیگران مداخلات احتمالی را برای بهبود تجربیات بی‌احترامی و سوءرفتار با زائو کشف کردند. این مطالعه بین سال‌های ۲۰۱۳ و ۲۰۱۴ انجام شده‌است. آنها طرح «یک روز تولد آزاد» را اجرا کردند که ارتباط بین بیماران و ارائه دهندگان را تسهیل می‌کند و به آنها در مورد روش‌های مربوط به تولد آموزش می‌دهد. جدا از روز تولد آزاد، آنها همچنین طرح «کارگاه محترمانه مراقبت از بارداری» را اجرا کردند که به منظور کمک به ایجاد گفتگو پیرامون احترام بین کارکنان و بیماران بود. آنچه آنها دریافتند این بود که این روش در کمک به بازسازی سیستمها بدون هزینه زیاد موفق بوده است و رضایت از تجربه زایمان زنان ۶۰٪ افزایش یافته‌است. در همان بازه زمانی راتکلیف، استفانی کوجاواکی و دیگران مطالعه ی مقایسه ای در مورد تولد با مداخله یا بدون مداخله انجام دادند. مبنای اصلی مطالعه در سال ۲۰۱۱–۲۰۱۲ و نیمه نهایی مطالعه در سال ۲۰۱۵ انجامشد. آنچه آنها دریافتند این است که ۶۶٪ کاهش تجربه سوءاستفاده و بی‌احترامی در هنگام زایمان وجود داشته‌است. این مطالعه نشان می‌دهد که اصلاحات جامعه و سیستم بهداشت می‌تواند به تغییر شکل در هنجارهایی کمک کند که در آنها با زنان هنگام زایمان بدرفتاری می‌کنند.